# Thesium rostratum
Thesium rostratum là một loài thực vật có hoa trong họ Santalaceae. Loài này được Mert. & W.D.J.Koch miêu tả khoa học đầu tiên năm 1826.